# Prostração

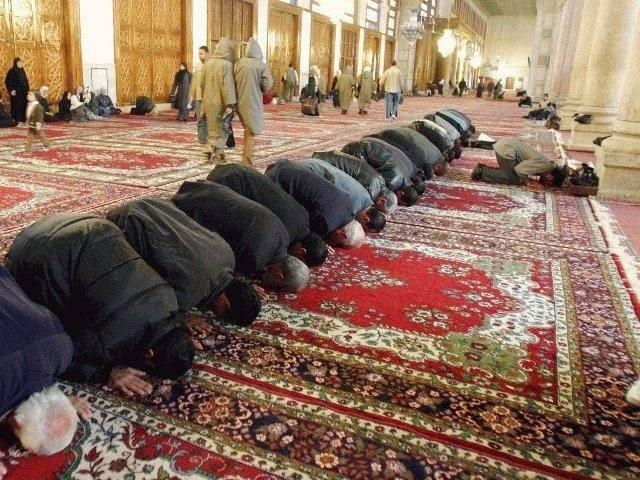
Muçulmanos realizando o sajadat (prostração), que faz parte das cinco orações diárias obrigatórias do islã.

A prostração (do latim prostratione) é a ação, muitas vezes ritual, de lançar-se ao solo. Muitas vezes, em sinal de adoração, submissão, respeito ou súplica, tendo como alvo um ser superior (como um deus ou um santo); uma pessoa que exerce poder sobre o prostrado (como um rei); ou um símbolo ou representação de um poder ou entidade divina ou sobrenatural.
As principais religiões do mundo empregam a prostração como um ato de submissão e adoração a um ser supremo ou a outras entidades. Em diferentes culturas e tradições, prostrações também são usadas para mostrar respeito para com os governantes, autoridades civis ou aos superiores. O gesto, muitas vezes, é parte importante de certos rituais e cerimônias religiosas, civis e tradicionais.
Na saúde o termo se refere a um sintoma que pode acometer humanos em decorrência de adoecimento.

## Na saúde

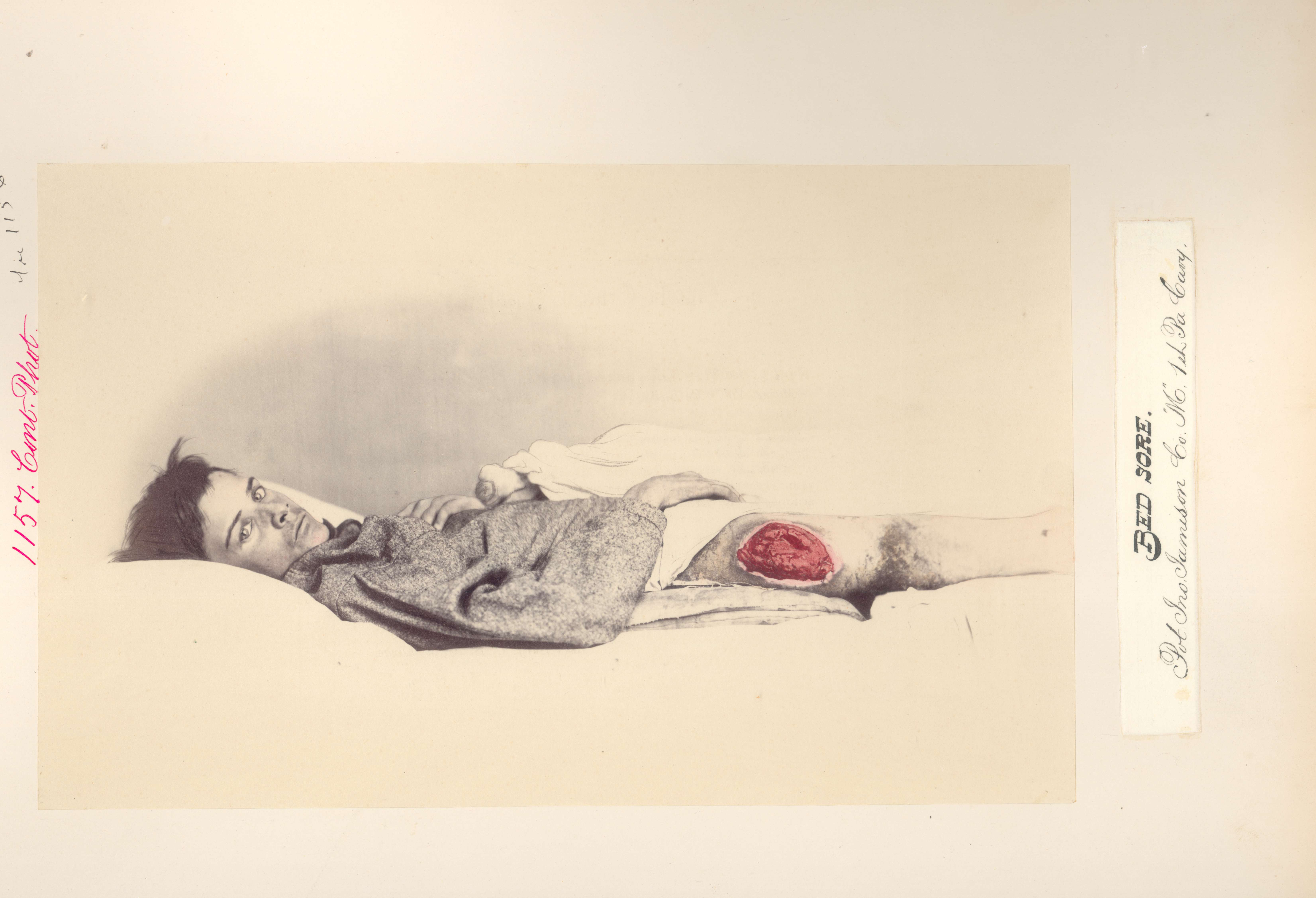
Indivíduo prostrado em razão de febre tifoide.

Prostração é um sintoma que pode estar relacionado a diferentes doenças, que consiste em apatia, fraqueza, cansaço excessivo ou exaustão.

## Nas religiões

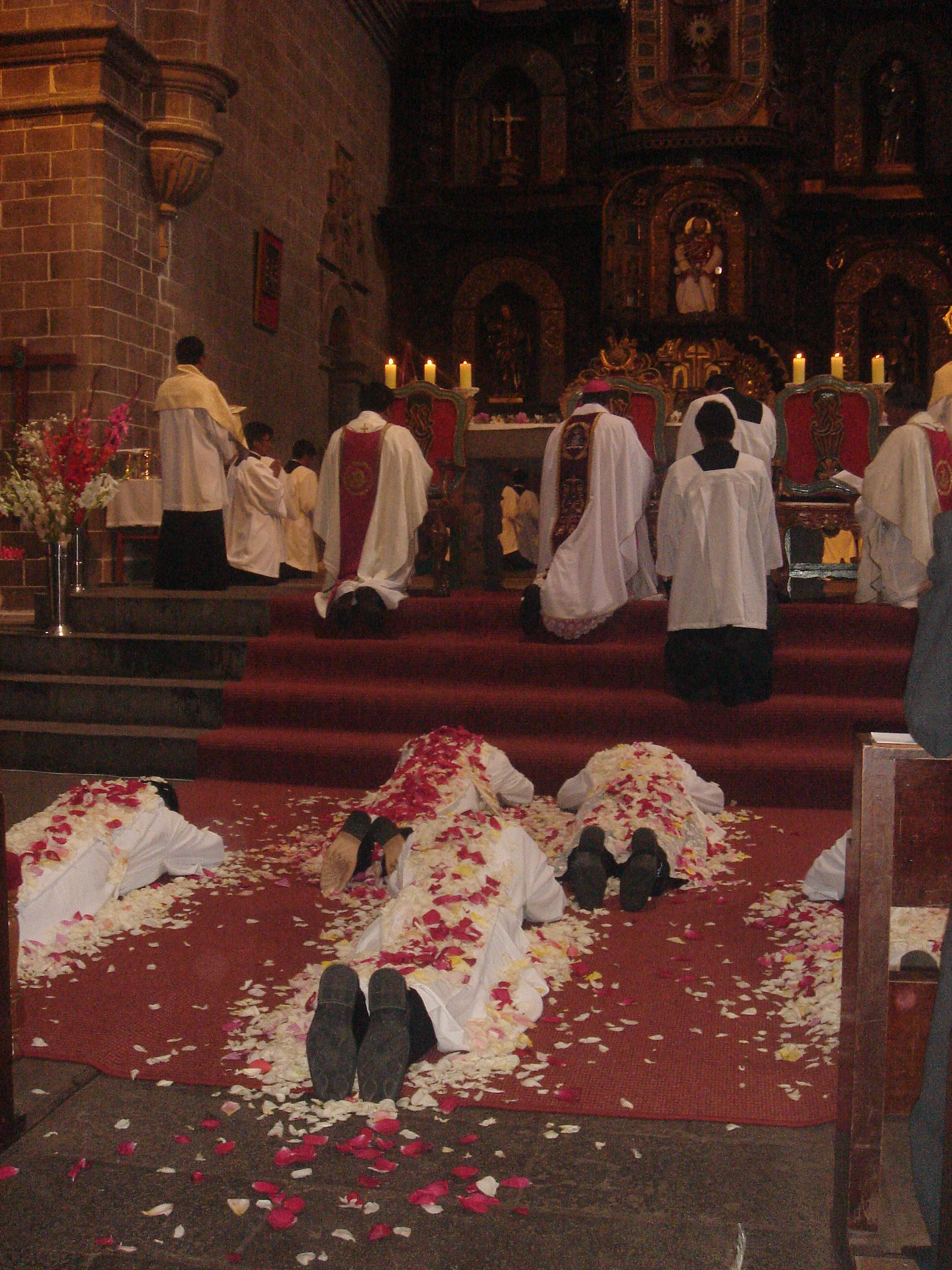
Ordenação Católica Romana. Catedral de Juli, região de Puno, Peru.

Na religião católica, a prostração é utilizado para a imposição das ordens.
No Islã, a prostração é conhecida como sajadat, ou sujud, e é parte da oração ritual. Cada oração corresponde a um determinado número de prostrações.
No budismo, a prostração é uma forma de mostrar reverência pelas Três Joias do budismo, que são: Buda, o ensino (Darma) e a congregação (Sanga). A prostração (também chamada de "pequena prostração") é praticada diante dos lamas, estátuas e túmulos.